# The Marshall Mathers LP 2
The Marshall Mathers LP 2 Eminem amerikai rapper nyolcadik stúdióalbuma, amely 2013. november 5-én jelent meg az Aftermath Entertainment, Shady Records és az Interscope Records által. Az album folytatása Eminem legelismertebb albumának, a 2000-es The Marshall Mathers LP-nek. A produceri munkákat 2012. március és 2013. október közé tehetők, amelyeket főként Eminem kezelt más producerekkel együtt, mint például Dr. Dre és Rick Rubin. A lemezen több énekes is vendégeskedik, mint Skylar Grey, Rihanna és a Fun. frontembere, Nate Ruess is, rajtuk kívül csak egy rapper, Kendrick Lamar szerepel az albumon.
Az album címe a 2013-as MTV Video Music Awards alatt került nyilvánosságra a "Berzerk" előzeteséből. A "Berzerk" az album vezető és első kislemeze, amely harmadik helyen végzett a Billboard Hot 100-on. Ezután kettő kislemez is megjelent: a "Survival" október 8-án és a "Rap God" október 15-én. "The Monster", Rihanna közreműködésével, október 29-én jelent meg mint az album negyedik kislemeze.

## Az album dalai
| Call of Duty: Ghosts bónusz dal | Call of Duty: Ghosts bónusz dal     | Call of Duty: Ghosts bónusz dal | Call of Duty: Ghosts bónusz dal | Call of Duty: Ghosts bónusz dal | Call of Duty: Ghosts bónusz dal | Call of Duty: Ghosts bónusz dal | Call of Duty: Ghosts bónusz dal | Call of Duty: Ghosts bónusz dal | Call of Duty: Ghosts bónusz dal |
|                                 | Cím                                 | Szerző(k)                       | Producer(ek)                    | Hossz                           |                                 |                                 |                                 |                                 |                                 |
| ------------------------------- | ----------------------------------- | ------------------------------- | ------------------------------- | ------------------------------- | ------------------------------- | ------------------------------- | ------------------------------- | ------------------------------- | ------------------------------- |
| 17.                             | Don't Front (közreműködik Buckshot) | Mathers, Kenyatta Blake         | Katalyst                        | 4:44                            |                                 |                                 |                                 |                                 |                                 |
| 82:57                           |                                     |                                 |                                 |                                 |                                 |                                 |                                 |                                 |                                 |

| Deluxe edition bónusz CD | Deluxe edition bónusz CD                   | Deluxe edition bónusz CD                                                                           | Deluxe edition bónusz CD     | Deluxe edition bónusz CD | Deluxe edition bónusz CD | Deluxe edition bónusz CD | Deluxe edition bónusz CD | Deluxe edition bónusz CD | Deluxe edition bónusz CD |
|                          | Cím                                        | Szerző(k)                                                                                          | Producer(ek)                 | Hossz                    |                          |                          |                          |                          |                          |
| ------------------------ | ------------------------------------------ | -------------------------------------------------------------------------------------------------- | ---------------------------- | ------------------------ | ------------------------ | ------------------------ | ------------------------ | ------------------------ | ------------------------ |
| 1.                       | Baby                                       | Mathers, Resto, Strange                                                                            | Eminem, Luis Resto           | 4:23                     |                          |                          |                          |                          |                          |
| 2.                       | Desperation (közreműködik Jamie N Commons) | Mathers, Jamie N Commons, Grant                                                                    | Alex da Kid                  | 3:56                     |                          |                          |                          |                          |                          |
| 3.                       | Groundhog Day                              | M. Mathers, Carl McCormick, Adam Feeney, T. Brenneck, J. Tankle, H. Steinweiss, D. Guy, L. Michels | Cardiak, Frank Dukes, Eminem | 4:53                     |                          |                          |                          |                          |                          |
| 4.                       | Beautiful Pain (közreműködik Sia)          | Mathers, Haynie, Sia Furler, Resto                                                                 | Emile, Eminem                | 4:25                     |                          |                          |                          |                          |                          |
| 5.                       | Wicked Ways (közreműködik X Ambassadors)   | Mathers, Grant, Josh Mosser                                                                        | Alex da Kid                  | 6:32                     |                          |                          |                          |                          |                          |
| 24:09                    |                                            | |                              |                          |                          |                          |                          |                          |                          |